# Szent Demeter-fatemplom (Solymosbucsa)
A solymosbucsai Szent Demeter-fatemplom műemlékké nyilvánított épület Romániában, Arad megyében. A romániai műemlékek jegyzékében az  AR-II-m-A-00591 sorszámon szerepel.